# Безім'янка (станція метро)
53°12′45″ пн. ш. 50°14′50″ сх. д. / 53.21250° пн. ш. 50.24722° сх. д.
«Безім'янка» (рос. Безымянка) — станція Самарського метрополітену. Розташована на 1-й лінії між станціями «Кіровська» і «Перемога».
Станція розташована на розі вулиць Перемоги та Ново-Вокзальної.

## Вестибюлі
Вестибюлі обладнані сходами, вихід на вулицю здійснюється через підземні переходи.
Вихід у місто на вулиці Перемоги та Ново-Вокзальну, до залізничної станції Безім'янка.

## Технічна характеристика
Конструкція станції — колонна трипрогінна мілкого закладення (глибина закладання — 8 м).

## Оздоблення
Загальна гамма чорно-біла: біла мармурова підлога і колійні стіни, чорні гранітні пілони у два ряди по краях платформи. На колійних стінах картини життя і роботи авіаційних заводів під час Великої Вітчизняної війни виконаних мармуровою мозаїкою.

## Ресурси Інтернету
- «Безім'янка» на сайті Самаратранс.info [Архівовано 24 вересня 2015 у Wayback Machine.](рос.)
- «Безім'янка» на сайті «Прогулянки по метро»(рос.)